# Departamento Montevideo
Montevideo ist das flächenkleinste, jedoch bevölkerungsreichste der neunzehn Departamentos des südamerikanischen Staates Uruguay. Das Departamento besteht aus der gleichnamigen Stadt Montevideo, die sowohl Hauptstadt des Staates als auch des Departamentos ist, und einigen Satellitenstädten wie Santiago Vázquez. Es ist nicht deckungsgleich mit der Metropolregion Montevideo, zu der auch Städte der umliegenden Departamentos zählen.

## Geographie

### Lage

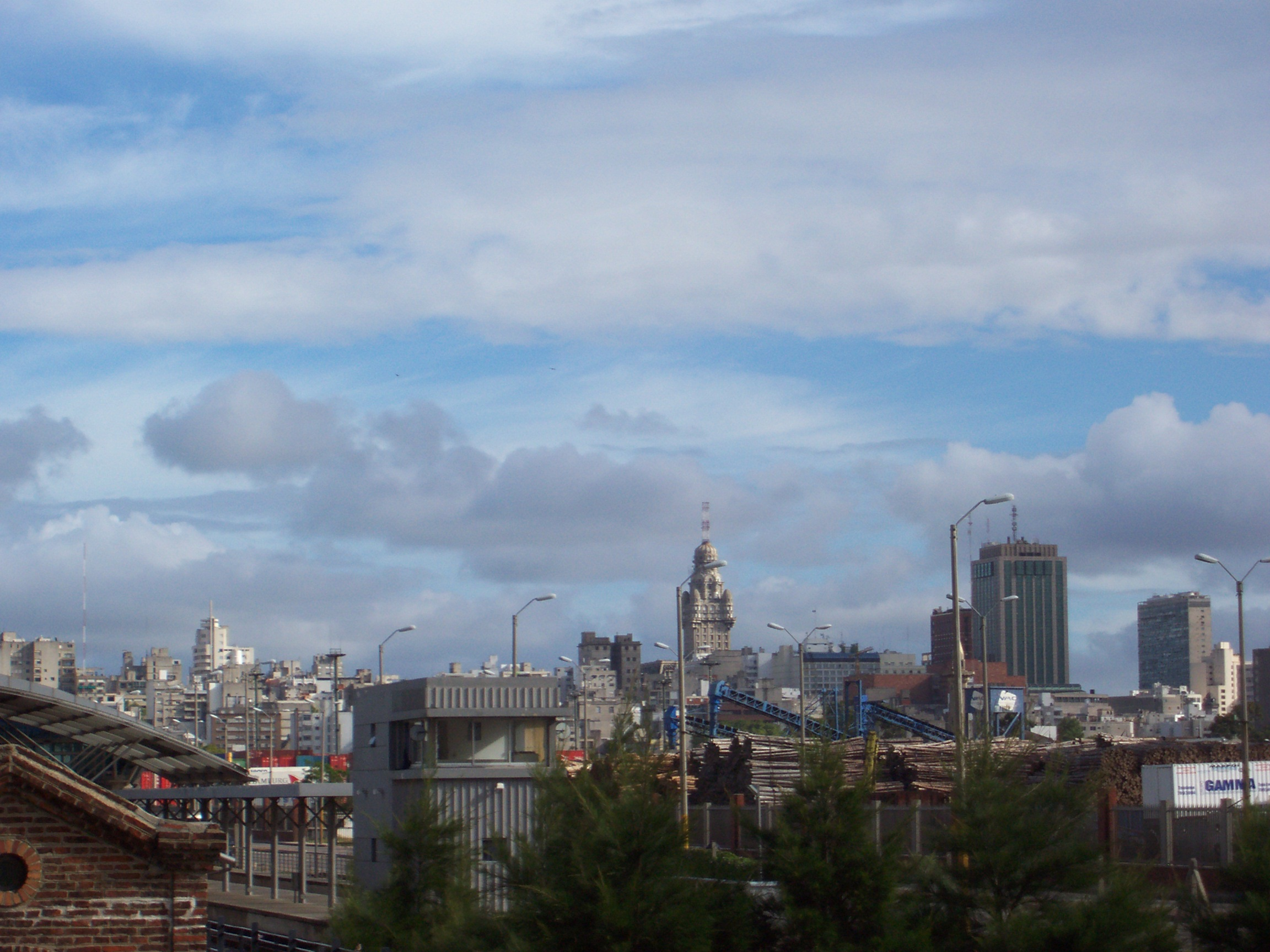
Die Stadt Montevideo

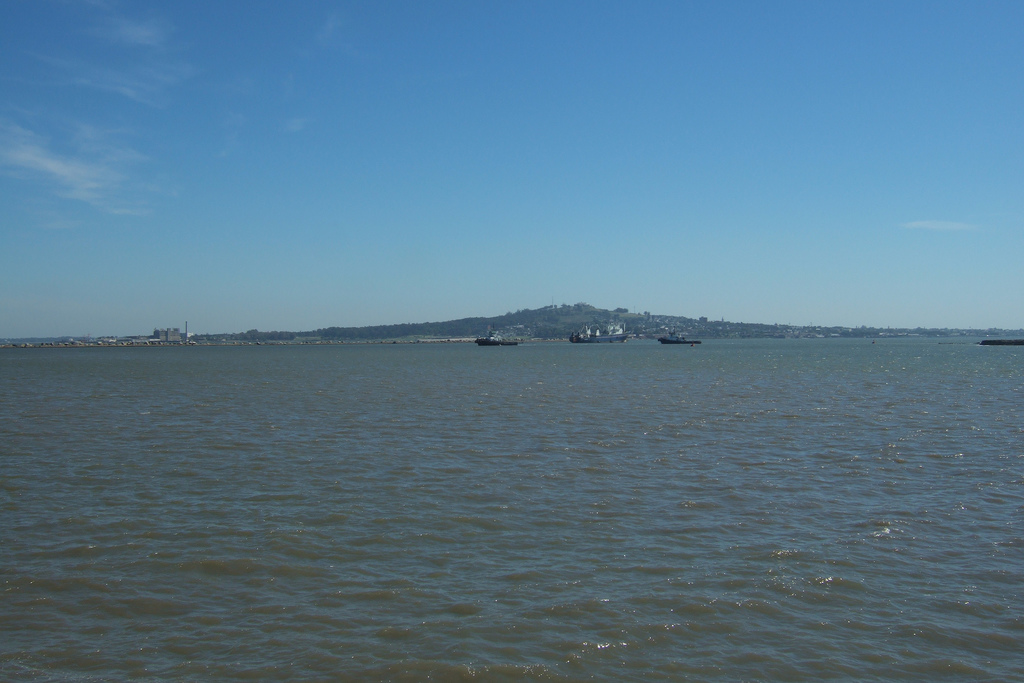
Blick vom Río de la Plata auf den Cerro de Montevideo

Das eine Flächenausdehnung von 525,5 km² aufweisende Departamento liegt im Süden des Landes am Río de la Plata und grenzt an die Departamentos San José und Canelones. Mehr als die Hälfte dieser Fläche wird von ländlichem Gebiet eingenommen, den höchsten Punkt erreicht das Departamento am 132 m hohen Cerro de Montevideo. Im Süden hat das Departamento eine 67 km lange Küste am Río de la Plata.

### Bodenschätze
Auf dem Departamentogebiet befinden sich bei Carrasco Limos-Vorkommen.

## Bevölkerung
| Stadt                 | Bevölkerung (2004) |
| --------------------- | ------------------ |
| Montevideo            | 1.269.552          |
| Pajas Blancas         | 1.976              |
| Santiago Vázquez      | 1.482              |
| Abayubá               | 924                |
| ländliche Bevölkerung | 52.034             |
| Total                 | 1.325.968          |

Etwa 40 % der Bevölkerung Uruguays, über 1,3 Millionen Menschen, sind auf das Departamento Montevideo konzentriert; mit einer Bevölkerungsdichte von 2.523 Einwohnern pro km² ist es somit auch das am dichtesten bevölkerte. Beim Zensus 2004 wurden 456.587 Haushalte gezählt; die Wachstumsrate betrug 0,047 %, das Durchschnittsalter 33,8 Jahre.
Während 2004 also noch 1.325.968 Einwohner gezählt wurden, betrug die im Rahmen der Volkszählung des Jahres 2011 ermittelte Einwohnerzahl 1.319.108. Davon waren 613.990 Männer und 705.014 Frauen.

## Geschichte
Das Departamento wurde im Januar 1816 als eines der ursprünglich sechs der Banda Oriental gegründet, seine Grenzen seit 1835 nicht mehr verändert. 1990 wurde ein Prozess der Dezentralisierung des Departamentos eingeleitet, seither ist das Departamento administrativ in 18 zonas oder distritos eingeteilt. Diese einzelnen Zonen verfügen jeweils über ein Centro Comunal Zonal (CCZ) genanntes Kommunalzentrum. Zudem stehen zur Förderung und Kontrolle lokaler Pläne die 1993 eingerichteten, als Juntas Locales bezeichneten Lokalparlamente und die wenig später errichteten Nachbarschaftsräte (Consejos Vecinales Assesores) zur Verfügung.

## Politik
Aktuelle Amtsinhaberin in der Funktion des Intendente des Departamentos ist seit ihrer Wahl vom 9. Mai 2010 Ana Olivera von der Frente Amplio, die ihre seit dem 26. Februar 2010 im Amt befindliche Vorgängerin Hyara Rodríguez ablöste.

## Infrastruktur

### Bildung
Das Departamento Montevideo verfügt über insgesamt 69 weiterführende Schulen (Liceos), in denen 143.821 Schüler von 5.808 Lehrern unterrichtet werden. Das älteste Liceo des Departamentos ist das 1911 gegründete Liceo Nº 35 "Instituto Alfredo Vásquez Acevedo". (Stand: Dezember 2008)